# 1994 v hudbě
Tento článek obsahuje události související s hudbou, které proběhly v roce 1994.

## Události
- V březnu kytarista Slash vytváří skupinu Slash' Snakepit
- 28. července – 2. srpna se v Hostomicích konal první český teknival (později známý pod názvem CzechTek).

## Narození
- 1. února – Harry Styles
- 1. března – Justin Bieber

## Zemřeli
- 3. března – Karel Kryl (v Mnichově)

- 5. dubna – Kurt Cobain (sebevražda)

## Alba
- domácí
  - Hana Zagorová – Hana Zagorová a hosté
  - Kabát – Colorado
  - Helena Vondráčková – Golden Kids Comeback
  - Michal Tučný – Šťastné staré slunce
  - Spirituál kvintet – Antologie 1960–1995
- zahraniční
  - Soundgarden – Superunknown
  - Dead Can Dance – Toward the Within
  - Mariah Carey – Merry Christmas
  - Mike Oldfield – The Songs of Distant Earth
  - Pink Floyd – The Division Bell
  - King Crimson – VROOOM (EP)
  - The Offspring – Smash
  - John Cale – Seducing Down the Door
  - Jódži Jamamoto – Your Pain Shall Be a Music
  - Vince Bell – Phoenix
  - Hector Zazou – Chansons des mers froides
  - John Cale a Bob Neuwirth – Last Day on Earth
  - Mayhem - De Mysteriis Dom Sathanas

## Hity
Seznam českých hitů pochází z různých zdrojů (k doplnění?).
Zahraniční hity z velké části odpovídají seznamu Hot 100 hitů amerického magazínu Billboard z konce roku 1994, kam jsou hity vybírány a řazeny dle prodejů, poslechovosti a v novějších ročnících též stahovanosti v USA.
V těchto seznamech jsou dle abecedy seřazeny hity vydané v roce 1994 (některé byly i součástí starších alb, ale v roce 1994 znovu vydané jako singly. Např. "Any time, any place" od J.Jackson, nebo naopak, viz Loser).

### domácí
- „Amerika“ – Lucie
- „Amnestia na neveru“ – Elán
- „Anjel“ – Maduar
- „Barák na odstřel“ – Aleš Brichta
- „Bon Soir, Mademoiselle Paris“ – Shalom
- „Bosa Nova“ – Bára Basiková
- „Colorado“ – Kabát
- „Dávno“ – Olympic
- „Dech“ – Shalom
- „Dívka s perlami ve vlasech“ – Aleš Brichta
- „Do It“ – Maduar
- „Holka čapni draka“ – BSP
- „Chodím ulicí“ – Jan Kalousek
- „I Feel Good“ – Maduar
- „Jarošovský pivovar“ – Argema
- „Jak si zasloužit princeznu“ – Ivan Hlas
- „Jedna malá holka“ – Proud
- „Jednou ráno“ – Buty
- „Jinak to nebude“ – Lucie Bílá
- „Jó já jsem srab“ – Yo Yo Band
- „Kakaová“ – Karel Gott
- „Karlův most“ – Miloš Dodo Doležal
- „Kočka“ – Elán
- „Laura“ – Lucie
- „Mám jednu ruku dlouhou“ – Buty
- „Měsíc“ – Petr Fiala
- „Milovanie v daždi“ – Richard Müller
- „New York City“ – Argema
- „Právě teď“ – Janek Ledecký
- „Proklínám“ – Janek Ledecký
- „Přízraky“ – Daniel Landa
- „Sametová“ – Žlutý pes
- „Smlouvej“ – Shalom
- „Svatej Valentýn“ – Jan Kalousek
- „Nebe, peklo ráj“ – Věra Martinová
- „Tenisák“ – Lucie Vondráčková
- „Tisíc jmen“ – Jan Sahara Hedl
- „Tři čuníci“ – Jarek Nohavica
- „Tulák po hvězdách“ – Tichá dohoda
- „Vona říká jó“ – Lucie
- „Všední den“ – Argema
- „Výlet do bájí“ – Aleš Brichta
- „Za Všechny z nás“ – Jan Kalousek, Ivan Hlas, Janek Ledecký
- „Zahrada rajských potěšení“ – Lucie Bílá
- „Země vzdálená“ – BSP
- „Zima Zima“ – Miro Žbirka

### zahraniční
- „21st Century (Digital Boy)“ – Bad Religion
- „90's Girl“ – BlackGirl
- „100% Pure Love“ – Crystal Waters
- „About A Girl (Unplugged)“ – Nirvana
- „A Girl Like You“ – Edwyn Collins
- „All Apologies (Unplugged) – Nirvana
- „All For Love“ – Bryan Adams, Rod Stewart & Sting
- „All I Wanna Do“ – Sheryl Crow
- „All I Want for Christmas Is You“ – Mariah Carey
- „All That She Wants“ – Ace of Base
- „Always“ – Bon Jovi
- „Always“ – Erasure
- „Amazing“ – Aerosmith
- „Another Night“ – M.C. Sar & the Real McCoy
- „Any Time, Any Place“ – Janet Jacksonová
- „Asshole“ – Denis Leary
- „Backwater“ – Meat Puppets
- „Balls To Picasso“ – Bruce Dickinson
- „Big Empty“ – Stone Temple Pilots
- „Better Man“ – Pearl Jam
- „Big Yellow Taxi“ – Amy Grant
- „Black Hole Sun“ – Soundgarden
- „Born To Roll“ – Masta Ace
- „Can You Feel the Love Tonight“ – Elton John
- „Come Out And Play“ – The Offspring
- „Corduroy“ – Pearl Jam
- „Closer (Nine Inch Nails)“ – Nine Inch Nails
- „Crazy“ – Aerosmith
- „Cut Your Hair“ – Pavement
- „Definitely Maybe“ – Oasis
- „Deuces are Wild“ – Aerosmith
- „Don't Turn Around“ – Ace of Base
- „Everyday“ – Phil Collins
- „Found Out About You“ – Gin Blossoms
- „Get-A-Way“ – Maxx
- „Gin & Juice“ – Snoop Dogg
- „House Of Love“ – Amy Grant
- „I Alone“ – Live
- „I Like to Move It“ – Reel 2 Real
- „I Stay Away“ – Alice in Chains
- „I swear“ – All-4-One (cover originálu od J.M.Montgomeryho)
- „It Ain't Hard to Tell“ – Nas
- „It's Me“ – Alice Cooper
- „Je t'aime mon amour“ – Claudia Jung & Richard Claydermann
- „Let The Dream Come True“ – DJ Bobo
- „Longview“ – Green Day
- „Loser“ – Beck
- „Lost In America“ – Alice Cooper
- „Love is Strong“ – Rolling Stones
- „Lucky One“ – Amy Grant
- „Mary Jane's Last Dance“ – Tom Petty & the Heartbreakers
- „Mr. Jones“ – Counting Crows
- „No Rain“ – Blind Melon
- „Pennyroyal Tea“ – Nirvana
- „Rape Me (Unplugged)“ – Nirvana
- „Sabotage“ – Beastie Boys
- „Say You'll Be Mine“ – Amy Grant
- „Secret“ – Madonna
- „Seether“ – Veruca Salt
- „She Don't Use Jelly“ – The Flaming Lips
- „Stay (I Missed You)“ – Lisa Loeb
- „The Sign“ – Ace of Base
- „Spoonman“ – Soundgarden
- „Take a Bow“ – Madonna
- „The Man Who Sold the World“ – Nirvana
- „The Red Strokes“ – Garth Brooks
- „Thuggish Ruggish Bone“ – Bone Thugs-N-Harmony
- „Trouble“ – Shampoo
- „Until I Fall Away“ – Gin Blossoms
- „Without You“ – Mariah Carey
- „You Want This“ – Janet Jacksonová